# Hermenegildo Giner de los Ríos
Hermenegildo Giner de los Ríos, né à Cadix en 1847 et mort à Grenade en 1923, est un pédagogue, juriste et homme politique espagnol étroitement lié à l'Institution Libre d'Enseignement, fondée par son frère Francisco. 
Il est l'époux de Laura García Hoppe. Le couple aura deux enfants : Gloria Giner de los Rios García et Bernardo Giner de los Rios.

## Biographie
Il étudie et enseigne le droit dans les plusieurs lycées d'Espagne, auprès d'autres professeurs libéraux. Dès 1876, il collabore avec son frère et d'autres universitaires comme Gumersindo de Azcárate et Nicolás Salmerón, ou des étudiants comme Manuel Bartolomé Cossío, à la fondation de l'Institution Libre d'Enseignement, créée pour défendre la liberté d'enseignement et refuser de s'aligner sur un quelconque dogme religieux, politique ou moral.

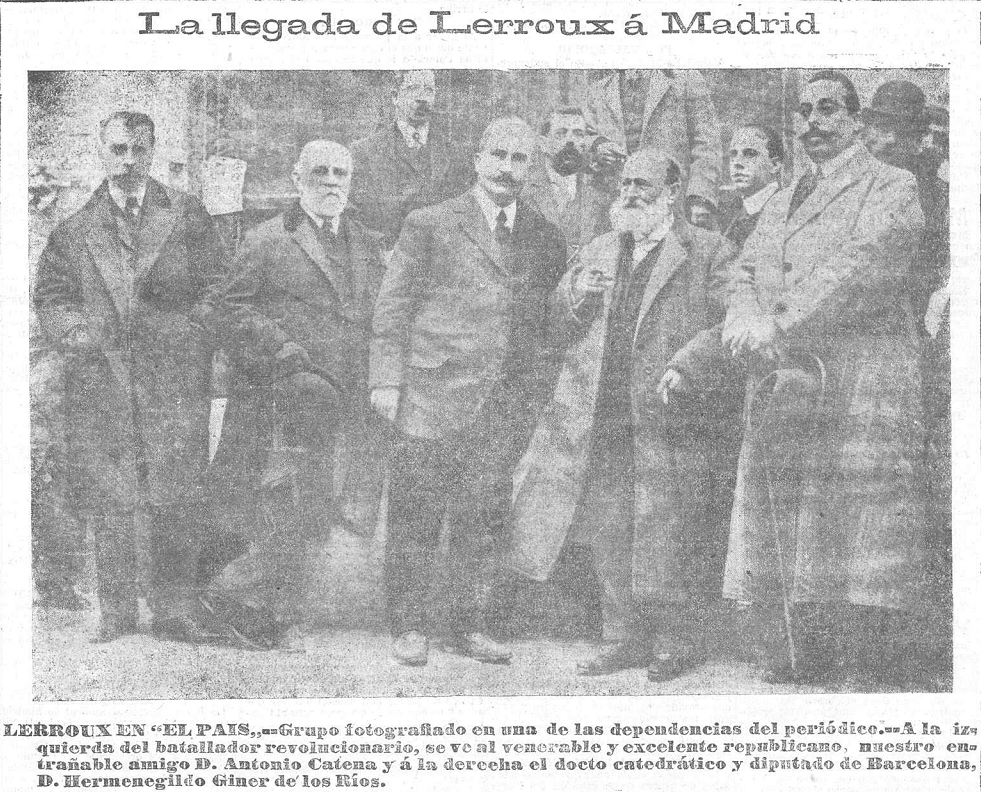
Hermenegildo Giner de de los Ríos, avec Antonio Catena et Alejandro Lerroux, en 1909.

Il a renouvelé l'enseignement de la Littérature espagnole. Sa méthode pédagogique initie les étudiants à la lecture d'une manière ouverte et libérale. 
Ses ouvrages les plus connus sont Teoría del Arte e Historia de las Bellas Artes en la antigüedad, Principios de Literatura y Manual de Estética. Orientés vers l'enseignement, ils contribuent considérablement à la théorisation scientifique de la cette discipline.
Il traduit en espagnol les œuvres de Hegel, de Wilhelm Tiberghien et L'éducation sentimentale de Gustave Flaubert. 
Il milite au Parti Republicain Radical. Il est élu conseiller municipal à la Mairie de Barcelone en 1903, puis remplace Emilio Junoy en tant que député aux Corts de Barcelone en 1909. Il gardera son siège aux élections de 1910, 1914 et 1916,,.